# 红楼梦 (2007年越剧电影交响版)

2007年越剧电影《红楼梦》

红楼梦，越剧电影，中央电视台旗下的中央新闻纪录电影制片厂等单位于2007年拍摄，总制片韦翔东，总导演韦翔东，由赵志刚、方亚芬主演。

## 概况
在情节上，交响版以“元妃省亲”开场，结尾则为“宝玉别林”(经典版分别为“黛玉进府”，“宝玉哭灵”)；在唱腔方面，以尹派和袁派为主；在伴奏方面，本片采用交响乐队。赵志刚饰演贾宝玉，方亚芬饰演林黛玉，陶慧敏扮薛宝钗，何英饰演元妃，王志萍饰演王熙凤，郑国凤饰演琪官。